# Вольфганг Шефер
Вольфганг Шефер (нім. Wolfgang Schäfer; 4 квітня 1922, Росток — 17 травня 1982, Гамбург) — німецький офіцер-підводник, оберлейтенант-цур-зее крігсмаріне.

## Біографія
1 грудня 1939 року вступив на флот. З 29 березня по 6 липня 1942 року — командир взводу 2-го навчального дивізіону підводних човнів. З 19 серпня 1942 по 9 вересня 1943 року — 1-й вахтовий офіцер на підводному човні U-269. 26-3- вересня 1943 року пройшов курс керманича, з 1 жовтня по 23 листопада — курс командира човна. З 7 січня 1944 по січень 1945 року — командир U-368. З січня 1945 року — інструктор 1-ї навчальної дивізії підводних човнів, з лютого — 1-го навчального дивізіону підводних човнів. З 8 березня по 2 травня проходив командирську практику на U-3018. В травні був взятий в полон британськими військами.

## Звання
- Кандидат в офіцери (1 грудня 1939)
- Морський кадет (1 травня 1940)
- Фенріх-цур-зее (1 листопада 1940)
- Оберфенріх-цур-зее (1 листопада 1941)
- Лейтенант-цур-зее (1 квітня 1942)
- Оберлейтенант-цур-зее (1 грудня 1943)

## Нагороди
- Нагрудний знак підводника (9 вересня 1943)
- Залізний хрест 2-го класу (9 вересня 1943)
- Фронтова планка підводника в сріблі (15 березня 1945)